# بارت سميتس
بارت سميتس (بالهولندية: Bart Smits)‏ هو مغني هولندي، ولد في 17 مارس 1972.

## وصلات خارجية
- بارت سميتس على موقع ميوزك برينز (الإنجليزية)
- بارت سميتس على موقع ديسكوغز (الإنجليزية)